# مهاجرت اروپا
مهاجرت اروپایی‌ها به امواج مهاجرتی از قاره اروپا به قاره‌های دیگر است. خاستگاه پراکندگی‌های مختلف اروپایی را می‌توان در افرادی که کشورهای اروپایی یا جوامع قومی بدون تابعیت در قاره اروپا را ترک کردند، ردیابی کرد.
از سال ۱۵۰۰ تا اواسط قرن بیستم، ۶۰ تا ۶۵ میلیون نفر اروپا را ترک کردند که کمتر از ۹٪ آنها به مناطق گرمسیری (کارائیب، آسیا و آفریقا) رفتند.
از سال ۱۸۱۵ تا ۱۹۳۲، ۶۵ میلیون نفر اروپا را ترک کردند (با بسیاری از آنها به خانه بازگشتند)، عمدتاً به مناطق سکونت گاه اروپایی در شمال و آمریکای جنوبی، علاوه بر آفریقای جنوبی، استرالیا،نیوزیلند و سیبری. این جمعیت‌ها نیز در زیستگاه جدید خود به سرعت تکثیر شدند. بسیار بیشتر از جمعیت آفریقا و آسیا. در نتیجه، در آستانه جنگ جهانی اول، ۳۸٪ از کل جمعیت جهان از اجداد اروپایی بودند. بیشتر مهاجران اروپایی به دنیای جدید عمدتاً از ایتالیا، آلمان، ایرلند، بریتانیا، اسپانیا، لهستان آمده‌اند. و پرتغال، و همچنین از کشورهای فرانسه، مجارستان، هلند، اتریش، نروژ، سوئد، دانمارک، ارمنستان، یونان، لیتوانی، روسیه و اوکراین نیز جزو مهاجران بودند.
مهاجرت اروپایی به‌طور معاصرتر می‌تواند به مهاجرت از یک کشور اروپایی به کشور دیگر اشاره کند، به ویژه در زمینه تحرک داخلی در اتحادیه اروپا ( تحرک درون اتحادیه اروپا) یا تحرک در اتحادیه اوراسیا.

## تاریخچه

### ۸ - اوایل قرن ۵ قبل از میلاد: سکونتگاه یونانی

پرچم اتحادیه اروپا

در یونان باستانی، فعالیت‌های تجاری و استعماری قبایل یونانی از دریای سیاه، ایتالیای جنوبی (به اصطلاح "یونان بزرگ") و  آسیای صغیر فرهنگ یونانی، مذهب و زبان را در اطراف حوزه مدیترانه و دریای سیاه گسترش داد. یونانی‌ها در جنوب اروپا، شمال لیبی و سواحل دریای سیاه تأسیس شدند و یونانی‌ها بیش از ۴۰۰ مستعمره در این مناطق تأسیس کردند.
اسکندر مقدونی فتح امپراتوری هخامنشی آغاز دوره هلنیستی بود که با موج جدیدی از استعمار یونان در آسیا و آفریقا مشخص شد. طبقات حاکم یونانی حضور خود را در مصر، جنوب غربی آسیا و شمال غربی هند تثبیت کردند.
بسیاری از یونانیان به شهرهای جدید هلنیستی که پس از اسکندر تأسیس شد، مهاجرت کردند، که از نظر جغرافیایی به اندازه ازبکستان و کویت پراکنده بودند.

### ۱۸۰۰:۱۴۵۰ مهاجرت به قاره آمریکا
قاره اروپا بخش مرکزی یک سیستم مهاجرت پیچیده بوده است که پیش از این بخش‌هایی از شمال آفریقا، خاورمیانه و آسیای صغیر را شامل می‌شد. اکتشاف اروپایی قاره آمریکا جریان پیوسته مهاجرت داوطلبانه از اروپا را تحریک کرد.

#### اسپانیا و پرتغال
حدود دویست هزار اسپانیایی قبل از سال ۱۶۰۰ در استان‌های خود در آمریکا ساکن شدند، که در مقایسه با ۳ تا ۴ میلیون آمریکایی که در استعمار اسپانیایی‌ها در قاره آمریکا در قلمرو اسپانیا زندگی می‌کردند، یک سکونت کوچک است.
در طول دهه ۱۵۰۰، اسپانیا و پرتغال جریان ثابتی از دولت و مقامات کلیسا، افراد طبقات کارگر و خانواده‌هایشان را به‌طور متوسط تقریباً سه هزار نفر در سال فرستادند. از جمعیتی در حدود هشت میلیون نفر. در مجموع حدود ۴۳۷٬۰۰۰ نفر در دوره ۱۵۰ ساله از سال ۱۵۰۰ تا ۱۶۵۰ اسپانیا را ترک کردند و عمدتاً به اسپانیایی جدید رفتند.پرو در آمریکای جنوبی و جزایر کارائیب. تخمین زده شده است که بیش از ۱٬۸۶۰٬۰۰۰ نفر اسپانیایی در دوره بین ۱۴۹۲ و ۱۸۲۴ به آمریکای جنوبی مهاجرت کرده‌اند، یک میلیون اسپانیایی در قرن هجدهم، و میلیون‌ها نفر دیگر پس از استقلال به مهاجرت خود ادامه داده‌اند.
بین ۱۵۰۰ و ۱۷۰۰، صد هزار پرتغالی از اقیانوس اطلس عبور کردند تا در برزیل مستقر شوند. با این حال، با کشف معادن طلای بسیار پربازده در منطقه میناس گرایس، مهاجرت پرتغالی‌ها به برزیل تا پنج برابر افزایش یافت. از سال ۱۵۰۰، زمانی که پرتغالی‌ها به برزیل رسیدند، تا استقلال آن در سال ۱۸۲۲، از ۵۰۰٬۰۰۰ تا ۷۰۰٬۰۰۰ پرتغالی در برزیل ساکن شدند که ۶۰۰٬۰۰۰ نفر از آنها تنها در قرن ۱۸ وارد شدند. بیش از نیم میلیون مهاجر پرتغالی وارد برزیل شدند. در قرن هجدهم، به لطف هجوم طلا، مرکز استان میناس گرایس، شهر ویلا ریکا (امروزه، طلای سیاه) برای مدتی به یکی از پرجمعیت‌ترین شهرها تبدیل شد. دنیای جدید این هجوم گسترده مهاجرت و نفوذ پرتغالی‌ها شهری را ایجاد کرد که تا به امروز یکی از بهترین نمونه‌های معماری اروپایی قرن هجدهم در قاره آمریکا باقی مانده است. با این حال، توسعه اقتصاد معدن در قرن ۱۸ دستمزدها و فرصت‌های شغلی را در مستعمره پرتغال افزایش داد و مهاجرت افزایش یافت: تنها در قرن ۱۸، حدود ۶۰۰٬۰۰۰ پرتغالی در برزیل ساکن شدند.

#### مهاجرت عمومی اروپا
تقریباً یک و نیم میلیون اروپایی بین سال‌های ۱۵۰۰ تا ۱۸۰۰ در دنیای جدید ساکن شدند (جدول را ببینید). این جدول شامل مهاجران اروپایی به امپراتوری اسپانیا از ۱۶۵۰ تا ۱۸۰۰ و مهاجرت پرتغالی‌ها به برزیل از ۱۷۶۰ تا ۱۸۰۰ نمی‌شود. با وجود مهاجرت در قرن‌های ۱۹ و ۲۰، اندازه نسبی این مهاجرت‌های مدرن اولیه قابل توجه بود.
بین نیم تا دو سوم از مهاجران اروپایی به سیزده مستعمره بین دهه ۱۶۳۰ و انقلاب آمریکا تحت قرارداد قرار گرفتند. این عمل به اندازه‌ای رایج بود که قانون بدنه هابیاس ۱۶۷۹ تا حدی از زندان‌های خارج از کشور جلوگیری می‌کرد. همچنین مقرراتی را برای کسانی که قراردادهای حمل و نقل موجود دارند و کسانی که «دعا می‌کنند حمل شوند» به جای ماندن در زندان در صورت محکومیت، پیش‌بینی کرده است. در هر صورت، در حالی که نیمی از مهاجران اروپایی به سیزده مستعمره خدمتکاران قراردادی بودند، در هر زمان تعداد آنها از کارگران بیشتر بود.
افراد دارای قرارداد از نظر عددی، بیشتر در منطقه ویرجینیا شمال تا نیوجرسی مهم بودند. سایر مستعمرات تعداد بسیار کمتری از آنها را مشاهده کردند. تعداد کل مهاجران اروپایی به تمام ۱۳ مستعمره قبل از ۱۷۷۵ بین ۵۰۰ تا ۵۵۰ هزار نفر بود. از این تعداد، ۵۵ هزار نفر زندانیان غیرعمد بودند تاملینز تخمین می‌زند که از حدود ۴۵۰٬۰۰۰ مهاجر اروپایی که داوطلبانه به این کشور آمده‌اند، ۴۸ درصد آن‌ها دارای قرارداد هستند. حدود ۷۵ درصد افراد زیر ۲۵ سال بودند. سن بلوغ قانونی برای مردان ۲۴ سال بود. افراد بالای ۲۴ سال معمولاً با قراردادهایی به مدت ۳ سال می‌آمدند. گری نش در مورد بچه‌هایی که آمدند گزارش می‌دهد که «بسیاری از خدمتکاران در واقع برادرزاده، خواهرزاده، پسر عمو و فرزندان دوستان مهاجر انگلیسی بودند که یک بار در آمریکا در ازای کار خود هزینه گذرگاه را پرداخت کردند.
ارقام مربوط به مهاجرت در امپراتوری اسپانیا در ۱۶۵۰_۱۸۰۰ و در برزیل در ۱۷۰۰_۱۸۰۰ در جدول آورده نشده است.
| کشور مبدأ                        | شماره          | دوره      |
| -------------------------------- | -------------- | --------- |
| اسپانیا                          | ۴۳۷٬۰۰۰        | ۱۵۰۰–۱۶۵۰ |
| پرتغال                           | ۱۰۰٬۰۰۰        | ۱۵۰۰–۱۷۰۰ |
| پرتغال                           | ۵۰۰٬۰۰۰        | ۱۷۰۰–۱۷۶۰ |
| بریتانیا کبیر                    | ۴۰۰٬۰۰۰        | ۱۶۰۷–۱۷۰۰ |
| بریتانیا کبیر (مجموع)            | ۳۲۲٬۰۰۰        | ۱۷۰۰–۱۷۸۰ |
| اسکاتلند، ایرلند                 | ۱۹۰٬۰۰۰–۲۵٬۰۰۰ | ۱۷۰۰–۱۷۸۰ |
| فرانسه                           | ۵۱٬۰۰۰         | ۱۷۰۸–۱۷۶۰ |
| آلمان (مجموع)                    | ۱۰۰٬۰۰۰        | ۱۶۸۳–۱۷۸۳ |
| آلمانی زبان سوئیس , آلزاس – لورن | ۱۰۰٬۰۰۰        | ۱۶۸۳–۱۷۸۳ |
| Totals                           | ۱٬۴۱۰٬۰۰۰      | ۱۵۰۰–۱۷۸۳ |

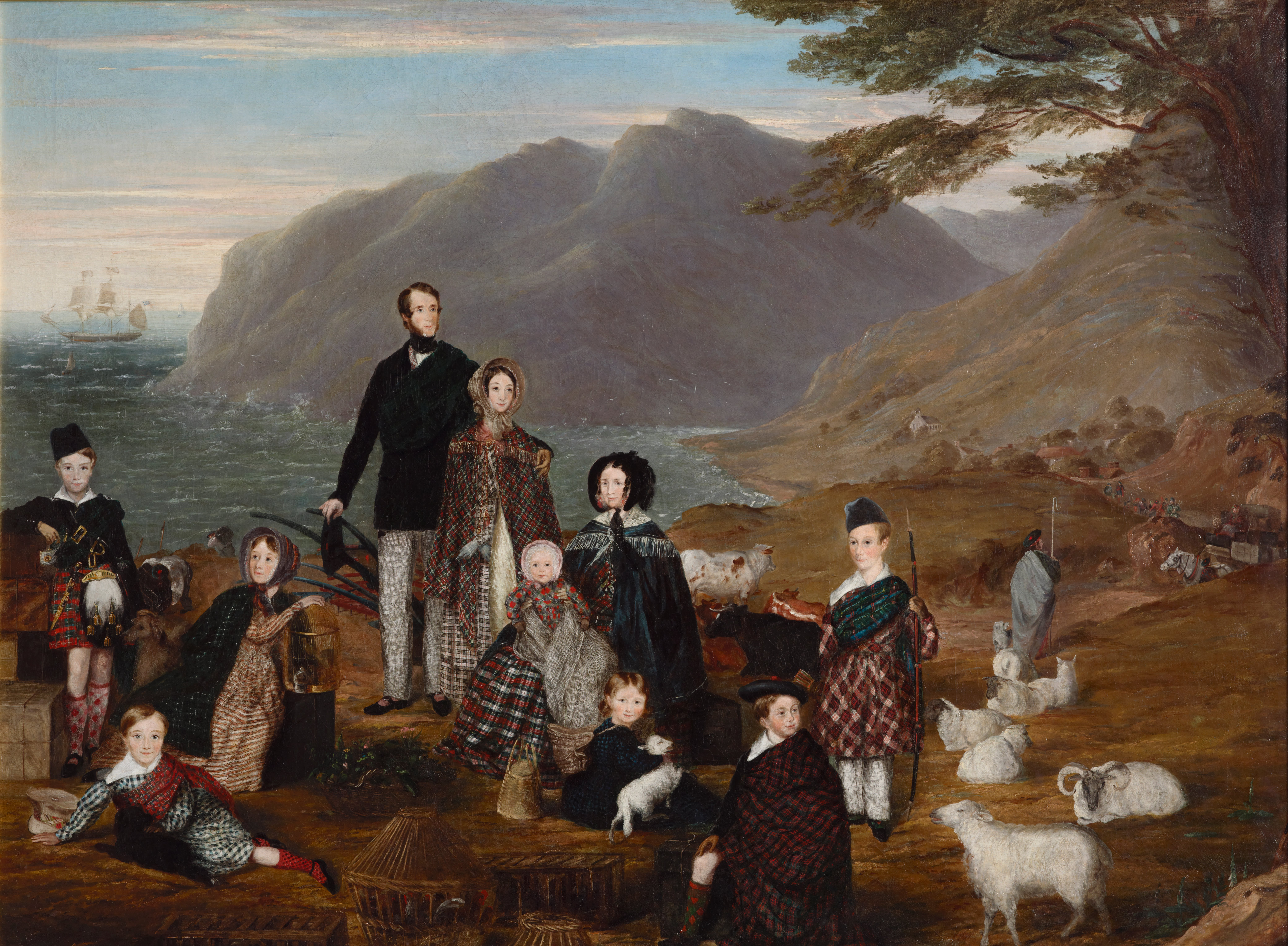
مهاجرت خانواده هایلند اسکاتلند به نیوزیلند

در آمریکای شمالی، مهاجرت تحت سلطه انگلیس، آلمانی، ایرلند و سایر اروپایی‌های شمالی بود. مهاجرت به فرانسه جدید سرچشمه کانادا مدرن، با مهاجرت اولیه مهم استعمارگران از شمال فرانسه بود.

### مهاجرت در قرن ۱۹ و ۲۰
در قرن ۱۹ و ۲۰، مهاجرت گسترده اروپا به آمریکا، آفریقای جنوبی، استرالیا و نیوزلند در نتیجه یک گذار جمعیتی چشمگیر وجود داشت. در قرن ۱۹ اروپا، جنگ‌های بعدی و تغییرات سیاسی در این قاره از پایان جنگ‌های ناپلئونی در سال ۱۸۱۵ تا پایان جنگ جهانی اول در سال ۱۹۱۸، میلیون‌ها اروپایی مهاجرت کردند. از این تعداد، ۷۱ درصد به آمریکای شمالی، ۲۱ درصد به مرکزی و آمریکای جنوبی و ۷ درصد به استرالیا رفتند. حدود ۱۱ میلیون از این افراد به آمریکای لاتین رفتند که ۳۸ درصد آنها ایتالیایی، ۲۸ درصد اسپانیایی و ۱۱ درصد پرتغالی بودند.

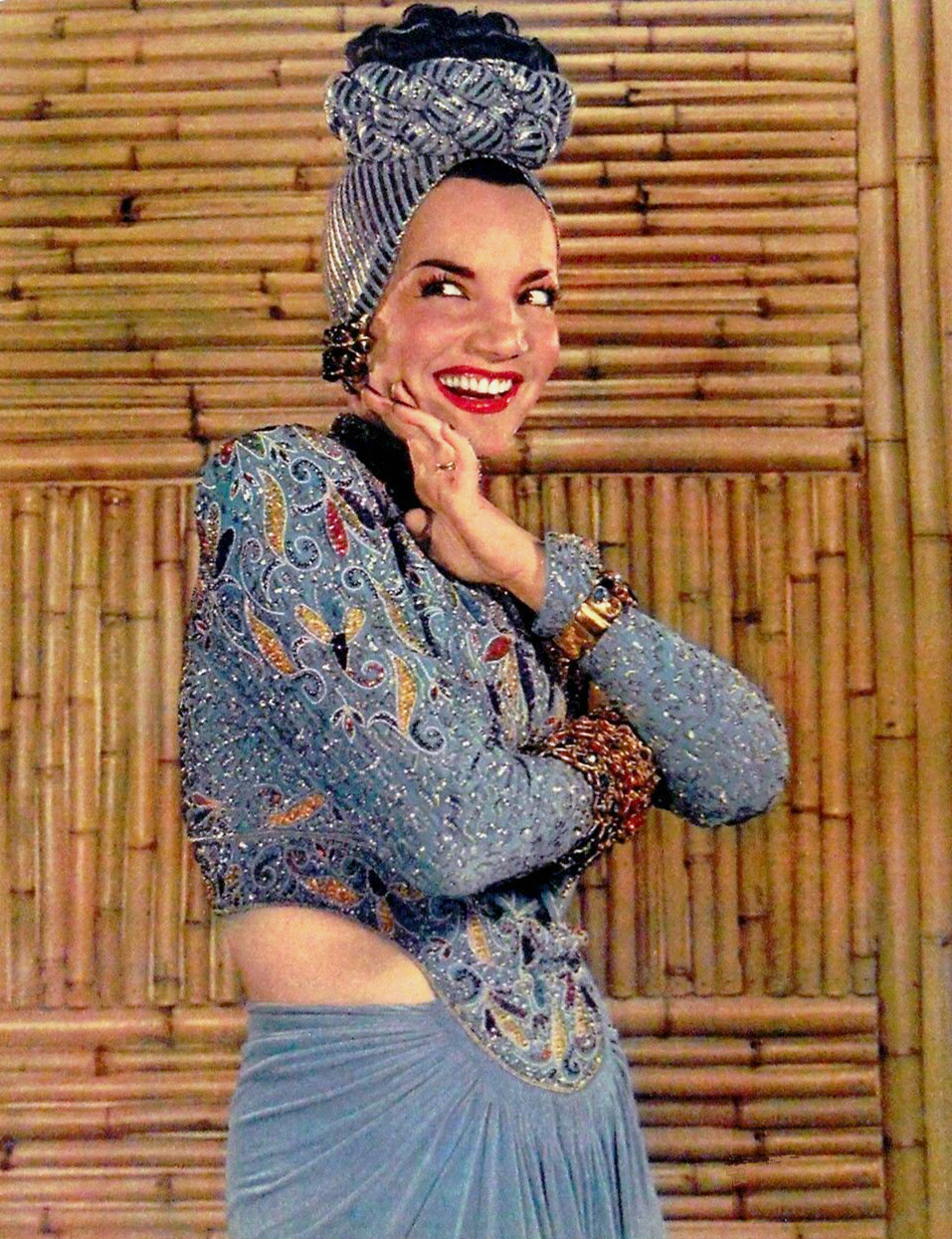
خواننده کارمن میراندا، ملقب به بمب برزیلی، در پرتغال متولد شد و در سال ۱۹۱۰ زمانی که ده ماه داشت به برزیل مهاجرت کرد.

در برزیل، نسبت مهاجران در جمعیت ملی بسیار کمتر بود. مهاجران معمولاً در بخش‌های مرکزی و جنوبی کشور متمرکز بودند. نسبت خارجی‌ها در برزیل در سال ۱۹۲چ به اوج خود رسید و تنها ۷ درصد یا ۲ میلیون نفر بودند که اکثراً ایتالیایی، پرتغالی، آلمانی و اسپانیایی بودند. با این حال، هجوم ۴ میلیون مهاجر اروپایی بین سال‌های ۱۸۷۰ و ۱۹۲۰ به‌طور قابل توجهی ترکیب نژادی کشور را تغییر داد. از سال ۱۹۰۱ تا ۱۹۲۰، مهاجرت تنها ۷ درصد از رشد جمعیت برزیل را به عهده داشت، اما در سال‌های مهاجرت بالا، از ۱۸۹۱ تا ۱۹۰۰، این سهم به ۳۰ درصد (بیشتر از ۲۶ درصد آرژانتین در دهه ۱۸۸۰) رسید.
کشورهای قاره آمریکا که موج عمده ای از مهاجران اروپایی را از دهه ۱۸۲۰ تا اوایل دهه ۱۹۳۰ دریافت کردند عبارتند از: ایالات متحده (۳۲٫۵ میلیون)، آرژانتین (۶٫۵ میلیون)، کانادا  (۵ میلیون)، برزیل (۴٫۵ میلیون)، ونزوئلا (۲٫۲ میلیون)، کوبا (۱٫۳ میلیون)، شیلی (۷۲۸٬۰۰۰)، اروگوئه (۷۱۳٬۰۰۰). سایر کشورهایی که جریان مهاجرت کمتری دریافت کردند (که کمتر از ۱۰ درصد از کل مهاجرت اروپا به آمریکای لاتین را تشکیل می‌دهند) عبارتند از:

### ورود در قرن ۱۹ و ۲۰
| مقصد                                      | درصد  |
| ----------------------------------------- | ----- |
| آمریکا                                    | ۷۰٪   |
| آمریکای جنوبی                             | ۱۲٫۰٪ |
| سیبری                                     | ۹٫۰٪  |
| کانادا، استرالیا، نیوزیلند، آفریقای جنوبی | ۹٫۰٪  |
| مجموع                                     | ۱۰۰٪  |

| مقصد                | سال       | ورود       | منبع(s) |
| ------------------- | --------- | ---------- | ------- |
| ایالات متحده آمریکا | ۱۸۲۱–۱۹۳۲ | ۳۲٬۲۴۴٬۰۰۰ | [ ۵۵ ]  |
| آرژانتین            | ۱۸۵۶–۱۹۳۲ | ۶٬۴۰۵٬۰۰۰  | [ ۵۵ ]  |
| کانادا              | ۱۸۳۱–۱۹۳۲ | ۵٬۲۰۶٬۰۰۰  | [ ۵۵ ]  |
| برزیل               | ۱۸۱۸–۱۹۳۲ | ۴٬۴۳۱٬۰۰۰  | [ ۵۵ ]  |
| استرالیا            | ۱۸۲۱–۱۹۳۲ | ۲٬۹۱۳٬۰۰۰  | [ ۵۵ ]  |
| کوبا                | ۱۹۰۱–۱۹۳۱ | ۸۵۷٬۰۰۰    | [ ۵۵ ]  |
| آفریقای جنوبی       | ۱۸۸۱–۱۹۳۲ | ۸۵۲٬۰۰۰    | [ ۵۵ ]  |
| شیلی                | ۱۸۸۲–۱۹۳۲ | ۷۲۶٬۰۰۰    | [ ۵۵ ]  |
| اروگوئه             | ۱۸۳۶–۱۹۳۲ | ۷۱۳٬۰۰۰    | [ ۵۵ ]  |
| نیوزیلند            | ۱۸۲۱–۱۹۳۲ | ۵۹۴٬۰۰۰    | [ ۵۵ ]  |
| مکزیک               | ۱۹۱۱–۱۹۳۱ | ۲۲۶٬۰۰۰    | [ ۵۵ ]  |

## میراث

### توزیع

نقشه سرزمین‌ها و مستعمرات یونانی در دوره باستانی (۸۰۰–۴۸۰ قبل از میلاد)

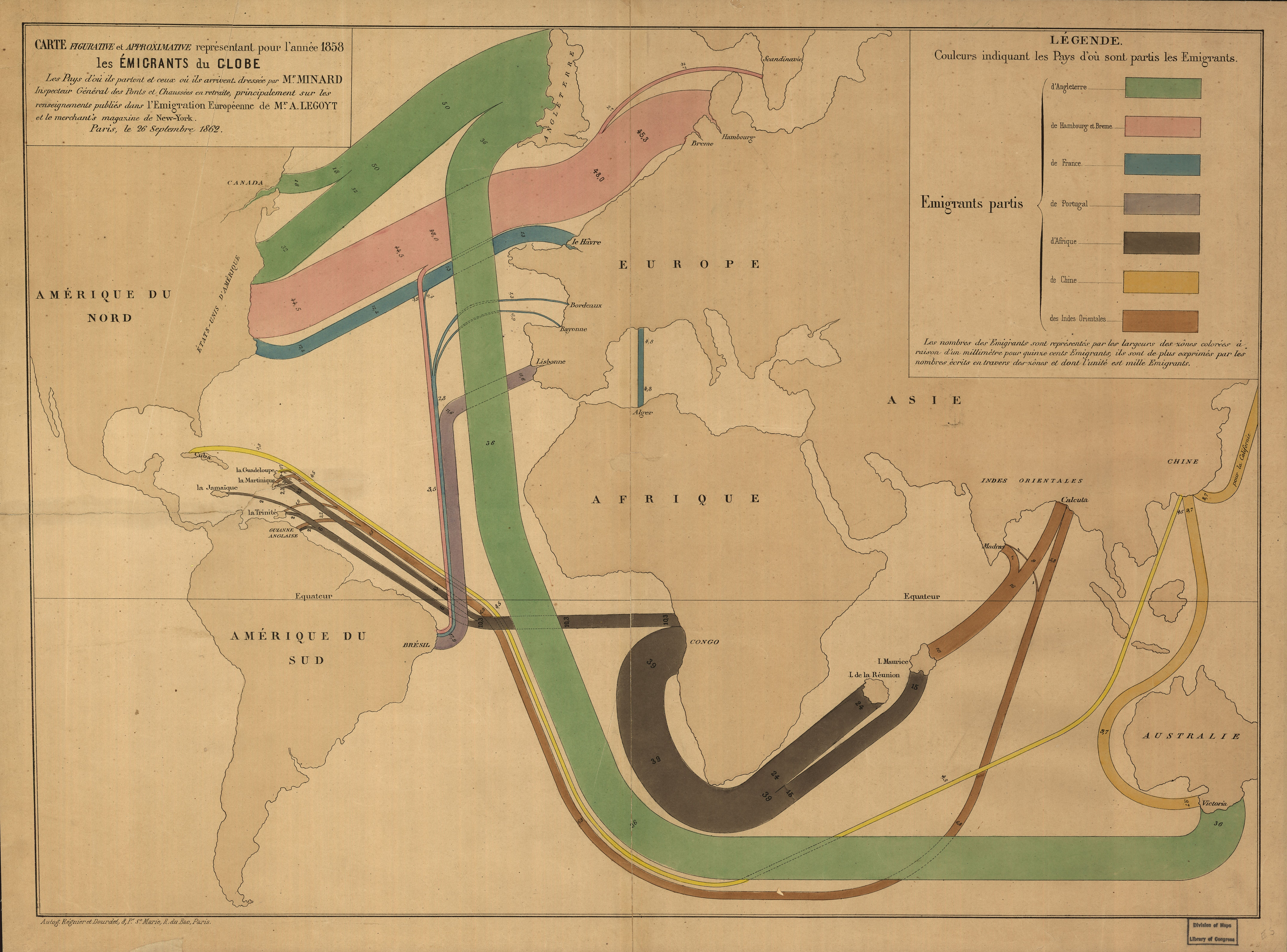
نقشه مهاجرت جهانی برای سال ۱۸۵۸، توسط سی جی مینارد پاریس، ۱۸۶۲

پس از عصر اکتشاف، جوامع قومی مختلف اروپایی شروع به مهاجرت به خارج از اروپا کردند با تمرکز خاصی در استرالیا، نیوزیلند، ایالات متحده، کانادا، آرژانتین، اروگوئه، کلمبیا، ونزوئلا، کوبا، کاستاریکا، برزیل، شیلی، و پورتوریکو جایی که آنها جمعیت اکثریت اروپایی را تشکیل دادند. با این حال، توجه به این نکته مهم است که این آمارها بر شناسایی یک گروه قومی اروپایی در سرشماری‌ها تکیه می‌کنند و به این ترتیب ذهنی هستند (به ویژه در مورد ریشه‌های مختلط). ملل و مناطق خارج از اروپا با جمعیت قابل توجه:

#### کانادا
در سرشماری ۱۸۷۱ کانادا، ۹۸٫۵٪ منشأ اروپایی را انتخاب کردند که کمی کاهش یافت و به ۹۶٫۳٪ اعلام شده در سال ۱۹۷۱ رسید. در سرشماری ۲۰۱۶ کانادا، ۱۹٬۶۸۰٬۰۰۰ نفر خود را با کانادایی‌های اروپایی شناسایی کردند، که بزرگ‌ترین آنها منشأ جزایر بریتانیا دارد (۱۱٬۲۰۰٬۰۰۰). به‌طور جداگانه، آنها کانادایی‌های انگلیسی (۶٬۳۲۰٬۰۰۰)، کانادایی‌های اسکاتلندی (۴٬۷۹۹٬۰۰۰)، کانادایی‌های فرانسوی (۴٬۶۸۰٬۰۰۰)، (۴٫۶۲۰٫۰۰) ایرلندی هستند. کانادایی‌های آلمانی (۳٫۳۲۰٫۰۰۰)، و کانادایی‌های ایتالیایی (۱٫۵۸۰٫۰۰۰)

#### ایالات متحده
داده‌های سال ۲۰۲۰ سرشماری ایالات متحده نشان داد که انگلیسی آمریکایی ۴۶٫۵ میلیون (۱۹٫۸٪)، آمریکایی‌های آلمانی ۴۵ میلیون (۱۹٫۱٪)، آمریکایی‌های ایرلندی ۳۸٫۶ میلیون (۱۶٫۴٪) و آمریکایی‌های ایتالیایی ۱۶٫۸ میلیون نفر (۷٫۱٪) چهار گروه بزرگ اروپایی گزارش شده با ۶۲٫۴٪ از سفیدپوستان به تنهایی یا ترکیبی بودند که منعکس کننده استقرار اولیه است.
در زمان اولین سرشماری ایالات متحده در سال ۱۷۹۰، ۸۰٫۷٪ از مردم آمریکا خود را سفید می‌دانستند، جایی که بالاتر از آن سطح باقی می‌ماند، حتی قبل از تصویب مهاجرت به ۹۰٪ می‌رسید. با این حال، از نظر عددی از ۳۱۷ میلیون (۱۷۹۰) به ۱۹۹٫۶ میلیون دقیقاً دویست سال بعد (۱۹۹۰) افزایش یافت.

#### مکزیک
.

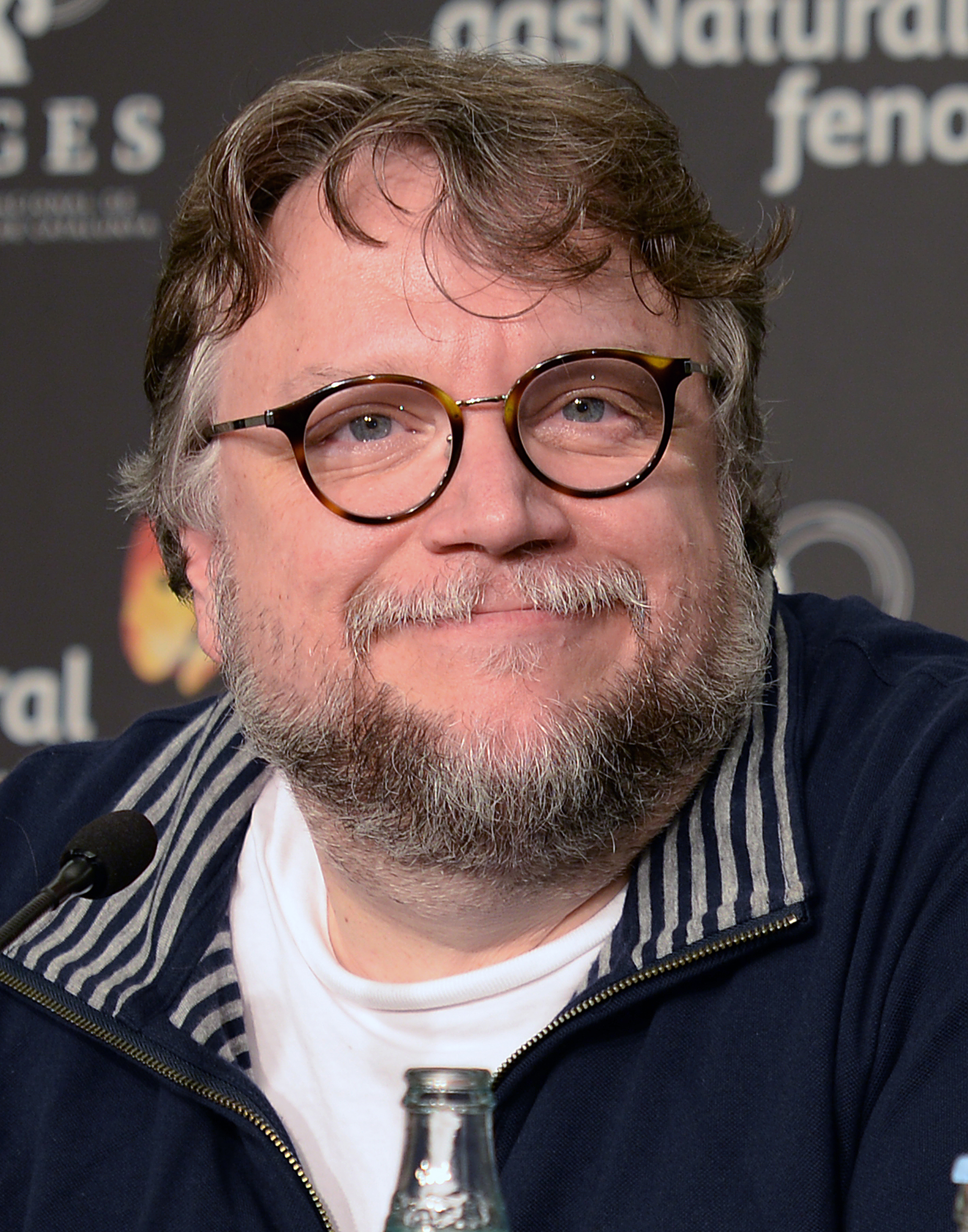
گیلرمو دل تورو، فیلمساز مکزیکی، یک مکزیکی اروپایی است

جمعیت توسط دولت در سال ۲۰۱۰ به عنوان ۴۷٪ از جمعیت (۵۶ میلیون) با استفاده از صفات فنوتیپی (رنگ پوست) به عنوان معیار برآورد شده است. استفاده از پالت‌های رنگ پوست به عنوان معیار اولیه برای تخمین گروه‌های قومی ساکن در یک کشور خاص منشأ آن در تحقیقات انجام شده توسط دانشگاه‌های پرینستون و وندربیلت است که نشان می‌دهد دقیق تر از خودشناسی به ویژه در آمریکای لاتین است. گفتمان‌های متفاوتی که در رابطه با هویت ملی وجود دارد، تلاش‌های قبلی برای تخمین گروه‌های قومی را غیرقابل اعتماد کرده است. اگر ملاک استفاده از موی بلوند باشد ۱۸ الی ۲۳ درصد است.

#### کارائیب و آمریکای مرکزی

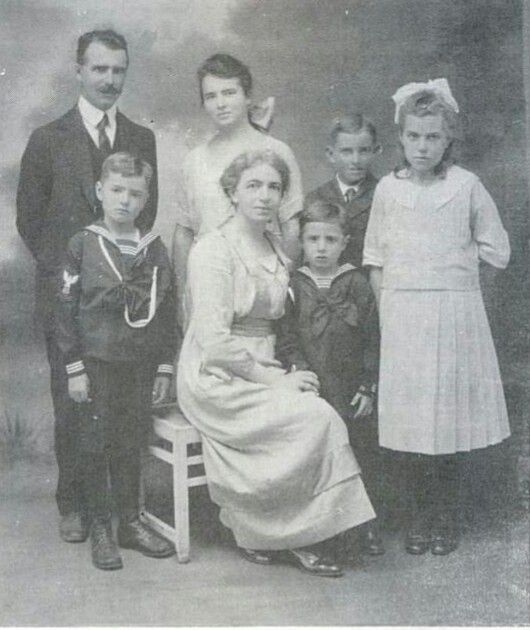
آلمانی‌ها در کاستاریکا

کوبایی‌ها (عمدتاً اسپانیایی) به بالاترین نسبت خود در اوایل تا اواسط قرن بیستم رسید. در سال ۱۹۴۳ سرشماری نشان داد که ۷۴٫۳٪ (۳٬۵۵۰٬۰۰۰ نفر) خود را سفیدپوست (بلانکو) معرفی کردند.
در کاستاریکا ۸۳٫۷٪ از جمعیت سفید و مستیزو هستند. منابع دیگر نتایج متفاوتی را بین سفیدپوستان و مزیتوز تخمین می‌زنند. اکثراً تبار اسپانیایی و ایتالیایی هستند، با این حال آلمانی نیز وجود دارد، و جوامع فرانسوی در نیمه آخر قرن نوزدهم و نیمه اول قرن بیستم، پذیرای بیش از ۱۰۰٫۰۰۰ اروپایی، عمدتاً از اسپانیا و ایتالیا بود. تخمین زده می‌شود که حدود ۵۰٫۰۰۰ اسپانیایی و ایتالیایی، ۱۰٫۰۰۰ آلمانی و ۴۰٫۰۰۰ اروپایی از سایر ملیت‌ها، به ویژه از فرانسه، لهستان و انگلیس باشند. کاستاریکا بیشترین تأثیر مهاجرت اروپا را در آمریکای مرکزی داشت. وقتی کاستاریکا مستقل شد، جمعیت آن به سختی ۶۰٫۰۰۰ نفر بود.
در السالوادور ۱۲٫۷٪ از جمعیت به عنوان «سفید پوست» شناسایی می‌شوند. ۸۶٫۳ درصد از جمعیت، مستیزو یا مردمی از اجداد مخلوط اروپایی و آمریکایی بودند. اکثریت آنها از نوادگان اسپانیایی گالیسیا و آستوریاس هستند. در السالوادور، اسکان بین سال‌های ۱۸۸۰ تا ۱۹۲۰ به اوج خود رسید، زمانی که ۱۲۰٫۰۰۰ مهاجر اروپایی و عرب وارد کشور شدند، اروپایی‌ها عمدتاً ایتالیایی، اسپانیایی و آلمانی بودند.
در گواتمالا، ۵٪ از جمعیت از تبار اروپایی هستند، عمدتاً اسپانیایی و آلمانی. بسیاری از خانواده‌های آلمانی، ایتالیایی و اسپانیایی وارد گواتمالا شدند، آلمانی‌ها به نوبه خود بزرگ‌ترین گروه بودند، مهاجرت شخصیت عظیمی داشت.

#### آمریکای جنوبی

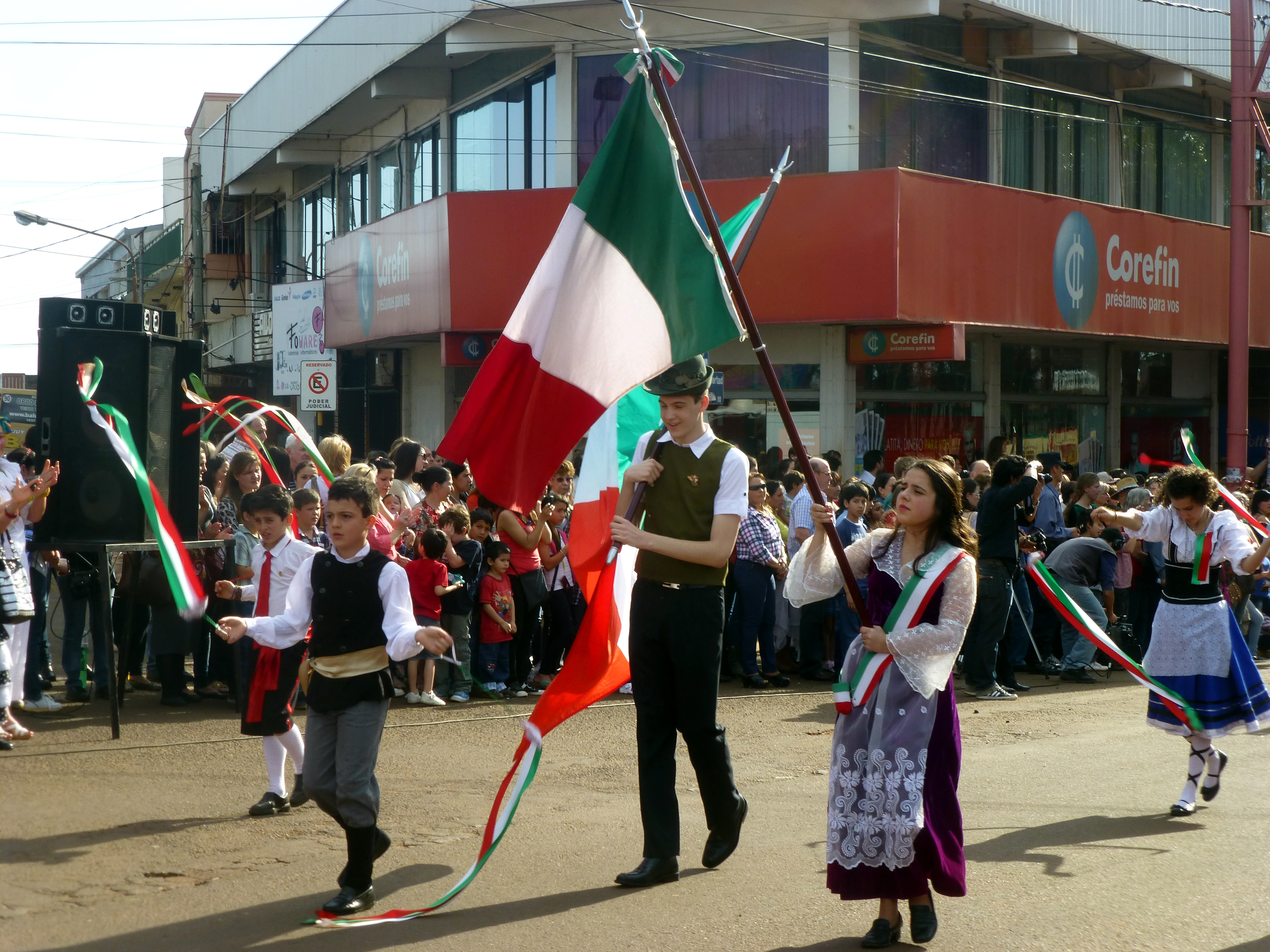
آرژانتینی‌های ایتالیایی ۶۲٫۵ درصد از جمعیت آرژانتین هستند.

در آرژانتین، ۸۵ درصد از جمعیت یا ۳۹٬۰۰۰٬۰۰۰ نفر تخمین زده می‌شود که از آرژانتینی‌های اروپایی‌تبار باشند.
در برزیل، طبق سرشماری سال ۲۰۲۲، ۸۸٫۸٪ (۱۸۰ میلیون) برزیلی‌ها تبار اروپایی کامل یا جزئی دارند.
۴۳٫۴۶٪ (۸۸ میلیون) فقط اروپایی‌تبار هستند و به عنوان سفید شناخته می‌شوند. ۴۵٫۳۴٪ (۹۲ میلیون) نوادگان اروپایی‌ها هستند که با آفریقایی‌ها یا بومیان مخلوط شده‌اند و خود را برزیلی‌های پاردو اعلام می‌کنند.
اهالی جزایر فالکلند عمدتاً اروپایی‌تبار هستند، به ویژه انگلیس و می‌توانند میراث خود را به ۹ نسل یا ۲۰۰ سال قبل برسانند. جزایر فالکلند کاملاً اشغال نشده بود و اولین بار در سال ۱۷۶۵ توسط بریتانیا مدعی شد. مهاجران عمدتاً از انگلستان، به ویژه اسکاتلند و ولز پس از دهه ۱۸۳۰ وارد شدند. جمعیت کل جزایر آن زمان از ۲۸۷ نفر در سال ۱۸۵۱ به ۳۲۰۰ نفر در آخرین سرشماری سال ۲۰۱۶ افزایش یافت.
خاستگاه ساکنان جزایر فالکلند از نظر تاریخی گائوچو حضور داشتند.
در کشور پرو در سرشماری ۲۰۱۷، ۵٫۹٪ یا (۱٫۳ میلیون) ۱٫۳۰۰٫۰۰۰ نفر ۱۲ سال و بالاتر، اجداد خود را به عنوان پرویی‌های اروپایی تبارس یا سفیدپوست معرفی کردند. این اولین باری بود که از سرشماری سال ۱۹۴۰ سؤالی در مورد نژاد یا اجداد پرسیده شد. ۶۱۹٬۰۰۰ نفر (۵٫۵٪) مرد و ۷۴۷٫۰۰۰ (۶٫۳٪) زن بودند. منطقه ای با بیشترین نسبت پرویی‌ها با منشأ اروپایی یا سفیدپوست خودشناس در منطقه لا لیبرتاد (۱۰٫۵٪)، منطقه Tumbes و منطقه لامبایک (۹٫۰٪) بود. بیشتر آنها نوادگان مهاجران اولیه اسپانیایی با تعداد قابل توجهی از ایتالیایی و آلمانی هستند.

### استرالیا و نیوزلند
با استفاده از داده‌های سرشماری سال ۲۰۱۶، تخمین زده شد که حدود ۵۸٪ از جمعیت استرالیا انگلو-سلتیک استرالیایی هستند که ۱۸٪ از دیگر منشأ اروپایی هستند که در مجموع ۷۶٪ برای اجداد اروپایی به عنوان یک کل است. از سرشماری استرالیا در سال ۲۰۱۶، اکثر استرالیایی‌های استرالیایی‌های اروپایی‌تبار از استرالیایی‌های انگلیسی (۳۶٫۱٪)، استرالیایی‌های ایرلندی هستند (۱۱٫۰٪)، استرالیایی‌های اسکاتلندی (۹٫۳٪)، ایتالیایی‌ها (۴٫۶٪)، آلمانی‌ها (۴٫۵٪)، یونانی‌ها (۱٫۸)٪ و مردم هلند (۱٫۶٪).
اجداد بخش بزرگی (۳۳۵٪) انتخاب کردند که به عنوان «استرالیایی» معرفی شوند، با این حال اداره سرشماری اعلام کرده است که بیشتر این افراد متعلق به استعمار قدیمی آنگلوسلتیک هستند.
اروپایی‌ها از نظر تاریخی (به ویژه انگلو-سلتیک) و در حال حاضر هنوز هم بزرگ‌ترین گروه قومی در نیوزیلند هستند. نسبت آنها از کل جمعیت نیوزلند در حال کاهش است. سرشماری نیوزیلند در سال ۲۰۱۸ بیش از ۳ میلیون نفر یا ۷۱٫۷۶ درصد از جمعیت را اروپایی‌ها تشکیل می‌دادند که ۶۴٫۱ درصد تنها گزینه نیوزیلند اروپایی را انتخاب کردند.

### سواحل آفریقا (ماکارونیزی)
جزایر قناری نوادگان اسپانیایی‌ها هستند که در جزایر قناری ساکن شدند. مردم قناری شامل موج‌های طولانی مدت و جدید مهاجران اسپانیایی، از جمله آندلوسی‌ها، گالیسی‌ها، کاستیلی‌ها، کاتالان‌ها، باسک‌ها و آستوریانهای اسپانیا؛ و پرتغالی، ایتالیایی‌ها، هلندی یا فلاندری‌ها و فرانسوی هستند. تا سال ۲۰۱۹، ۷۲٫۱ درصد یا ۱٬۵۵۰٬۰۰۰ نفر بومی جزایر قناری بودند و ۸٫۲ درصد دیگر در سرزمین اصلی اسپانیا متولد شدند. بسیاری از اصالتاً اروپایی از جمله دودمان جزیره نشین (جزیره) نیز به جزایر نقل مکان کرده‌اند، مانند جزایر ونزوئلا و کوبا. در حال حاضر ۴۹٬۰۰۰ نفر از ایتالیا، ۲۵٬۰۰۰ نفر از آلمان، بریتانیا (۲۵٬۰۰۰) و سایرین از رومانی، فرانسه و پرتغال هستند.

### آسیا
در آسیا، جمعیت‌های مشتق شده از اروپا (به ویژه روس‌ها)، در آسیای شمالی و برخی از بخش‌های شمالی قزاقستان غالب هستند.
تقریباً ۵ تا ۷ میلیون مهاجر مسلمان از بالکان (از بلغارستان ۱٫۱۵۰–۱٫۵۰۰ میلیون؛ یونان ۱٫۲ میلیون؛ رومانی، ۴۰۰٬۰۰۰؛ یوگسلاوی سابق، (۸۰۰٬۰۰۰)، روسیه (۵۰۰٬۰۰۰)، قفقاز (۹۰۰٬۰۰۰۰) نفر باقی مانده‌اند. رفتن به سوریه، اردن و قبرس) و سوریه (۵۰۰٬۰۰۰ نفر عمدتاً در نتیجه جنگ داخلی سوریه) وارد عثمانی آناتولی و ترکیه مدرن از ۱۷۸۳ تا ۲۰۱۶ شدند که از این تعداد ۴ میلیون نفر در سال ۱۹۲۴، ۱٫۳ میلیون بعد از ۱۹۳۴ تا ۱۹۴۵ و بیش از ۱٫۲ میلیون قبل از شروع جنگ داخلی سوریه. امروزه، بین یک سوم تا یک چهارم جمعیت تقریباً ۸۰ میلیونی ترکیه نسب و اجدادی از این محاجرها دارند.
در فیلیپین، یک مطالعه ژنتیکی توسط نشنال جئوگرافیک نشان می‌دهد که حدود ۵ درصد از اصل و نسب فیلیپینی‌ها از جنوب اروپا (عمدتا (اسپانیایی‌ها) می‌آیند که در دوران اسپانیا به این کشور آمده بودند.